# Stephen R. Bradley
Stephen Row Bradley, född 20 februari 1754 i Wallingford, Connecticut, död 9 december 1830 i Walpole, New Hampshire, var en amerikansk politiker (demokrat-republikan). Han representerade delstaten Vermont i USA:s senat 1791-1795 och 1801-1813. Han var tillförordnad talman i senaten, president pro tempore of the United States Senate, 1802-1803 och 1808-1809.
Bradley utexaminerades 1775 från Yale College. Han studerade sedan juridik och inledde 1779 sin karriär som advokat i Westminster i Republiken Vermont. Han utnämndes 1783 till domare i Windham County. Han var 1785 representanthusets talman i Republiken Vermont. 
Vermont blev 1791 USA:s 14:e delstat och till de två första senatorerna valdes Bradley och Moses Robinson. Bradleys första mandatperiod var fyra år, eftersom han valdes till klass 3. Han kandiderade till omval men besegrades av federalisten Elijah Paine. Senator Paine avgick den 1 september 1801. Bradley tillträdde på nytt som senator den 14 oktober 1801. Han efterträddes 1813 som senator av Dudley Chase.
Bradleys grav finns på Old Westminster Cemetery i Westminster, Vermont. Sonen William Czar Bradley var ledamot av USA:s representanthus 1813-1815 och 1823-1827.